# Anna Leetsmann
Anna Henriette Leetsmann (ur. 12 października 1888 w Kalvi, zm. 5 marca 1942) – estońska działaczka bolszewicka, nauczycielka. Jedyna kobieta wybrana do parlamentu Autonomicznej Guberni Estońskiej w 1917. 

## Wczesne życie i edukacja

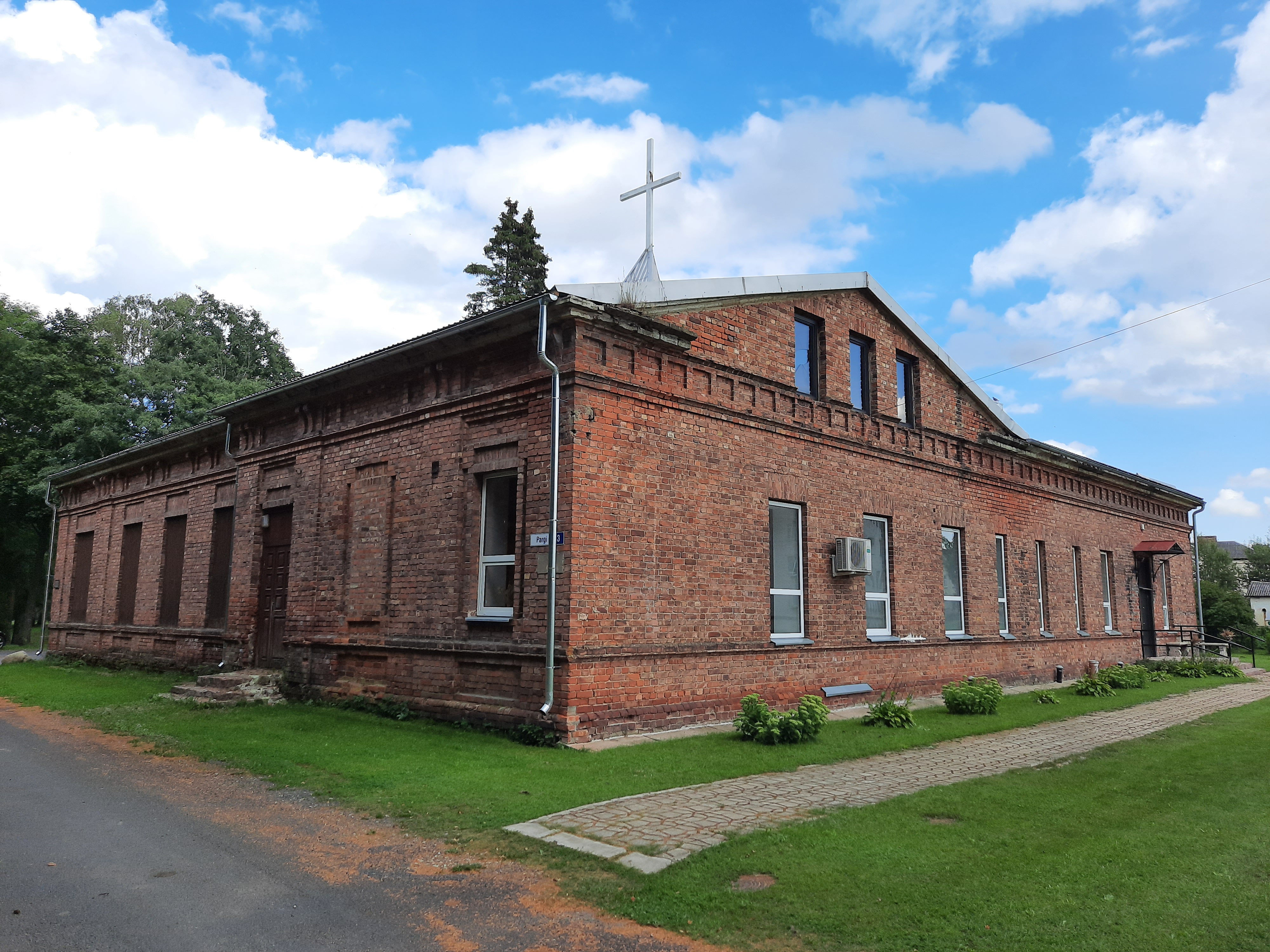
Dawny budynek szkoły w Aseri, w którym pracowała Anna Leetsmann

Anna Leetsmann urodziła się w 1888 w Kalvi, w Wironii (Virumaa Wschodnia), w rodzinie dyrektora szkoły. Jej rodzina posługiwała się w domu językiem niemieckim. Ukończyła szkołę wiejską w Rannu, kierowaną przez jej ojca, następnie uczyła się w szkole żeńskiej w Rakvere. Po ukończeniu jej i zdaniu egzaminu nauczycielskiego podjęła pracę w szkole przy fabryce w Aseri. W 1911 podjęła studia na uniwersytecie w Petersburgu.

## Działalność polityczna
W 1917 Leetsmann wstąpiła do Socjaldemokratycznej Partii Robotniczej Rosji (bolszewików), była sekretarzem organizacji partyjnej w Aseri. W wyborach do parlamentu Autonomicznej Guberni Estońskiej, Maapäev, zdobyła mandat jako jedyna kobieta. W zgromadzeniu głosowała zwykle razem z frakcją socjalistyczną. Pozostała jedyną kobietą w Maapäev do listopada 1918, gdy mandat po Jaanie Treialu przejęła Alma Ostra-Oinas, również działaczka SDPR. 
W grudniu 1917 bolszewicy z Jaanem Anveltem na czele przejęli de facto władzę w Tallinnie i innych regionach Estonii. Ze wsparciem Rady Komisarzy Ludowych ogłosili rozwiązanie gubernialnego parlamentu. Anna Leetsmann poparła to wezwanie i wróciła do Aseri, aby założyć komitet rewolucyjny i zorganizować na miejscu jednostkę Czerwonej Gwardii. W grudniu 1917 została wybrana do rady delegatów robotniczych i żołnierskich w Wironii i mianowana komisarzem całego regionu.
W lutym 1918 wojska niemieckie wyparły bolszewików z Estonii. Anna Leetsmann ewakuowała się do Rosji Radzieckiej. Po przegranej I wojnie światowej Niemcy wycofały się z krajów bałtyckich, co skłoniło rząd radziecki do ponownego wkroczenia na ich terytoria, chociaż Estoński Rząd Tymczasowy ogłosił niepodległość prowincji. W listopadzie 1918 w Narwie proklamowana została Estońska Komuna Ludu Pracującego, jednak wojna estońsko-bolszewicka zakończyła się zwycięstwem estońskich sił narodowych. Wówczas Maapäev przystąpił do prac nad pierwszą krajową konstytucją. Leetsmann, z powodu swojego czynnego poparcia dla bolszewików, została pozbawiona mandatu parlamentarzystki i nie odegrała już żadnej roli w estońskiej polityce.

### Życie w Związku Radzieckim
Leetsmann nigdy nie wróciła do Estonii. W 1923 została kierownikiem oddziału estońskiego Komunistycznego Uniwersytetu Mniejszości Narodowych Zachodu i wykładała historię partii. W 1932 ukończyła studia historyczne w Petersburgu, po czym wykładała w Instytucie Pedagogicznym im. Pokrowskiego i pełniła tam funkcję zastępcy dyrektora. Następnie podjęła pracę w wydziale oświaty we władzach miejskich Leningradu. Po zabójstwie I sekretarza leningradzkiej organizacji partyjnej Siergieja Kirowa w grudniu 1934 opuściła miasto. Rok później powierzono jej kierowanie wydziałem oświaty w rejonie tobolskim w obwodzie omskim. W 1936 została aresztowana i oskarżona o sympatie trockistowskie. Została wydalona z partii, następnie zwolniona i ponownie aresztowana. Zmarła w więzieniu 5 marca 1942. 